# دهستان کرگان
دهستان کرگان، یکی از دهستان‌های بخش بندزرک شهرستان میناب در استان هرمزگان ایران است. مرکز این دهستان، روستای سرمست است.

## جمعیت
بر پایه سرشماری عمومی نفوس و مسکن در سال ۱۳۹۵، جمعیت دهستان کرگان برابر با ۸٬۴۴۲ نفر بوده‌است.